# Kanton Aureilhan
Aureilhan is een kanton van het Franse departement Hautes-Pyrénées. Het kanton maakt deel uit van het arrondissement Tarbes.

## Gemeenten
Het kanton Aureilhan omvatte tot 2014 de volgende 4 gemeenten:
- Aureilhan (hoofdplaats)
- Bours
- Chis
- Orleix

Na de herindeling van de kantons bij decreet van 25 februari 2014, met uitwerking op 22 maart 2015, omvat het volgende 3 gemeenten:
- Aureilhan
- Séméac
- Soues